# كينوتا ساإيتو
كينوتا ساإيتو (باليابانية: 斉藤 乙) (8 يوليو 1976 في إيواته في اليابان – )؛ هو لاعب كرة قدم كان يلعب كلاعب وسط.